# 牧野忠周
牧野 忠周（まきの ただちか）は、越後長岡藩の第5代藩主。長岡藩系牧野家宗家6代。

## 生涯

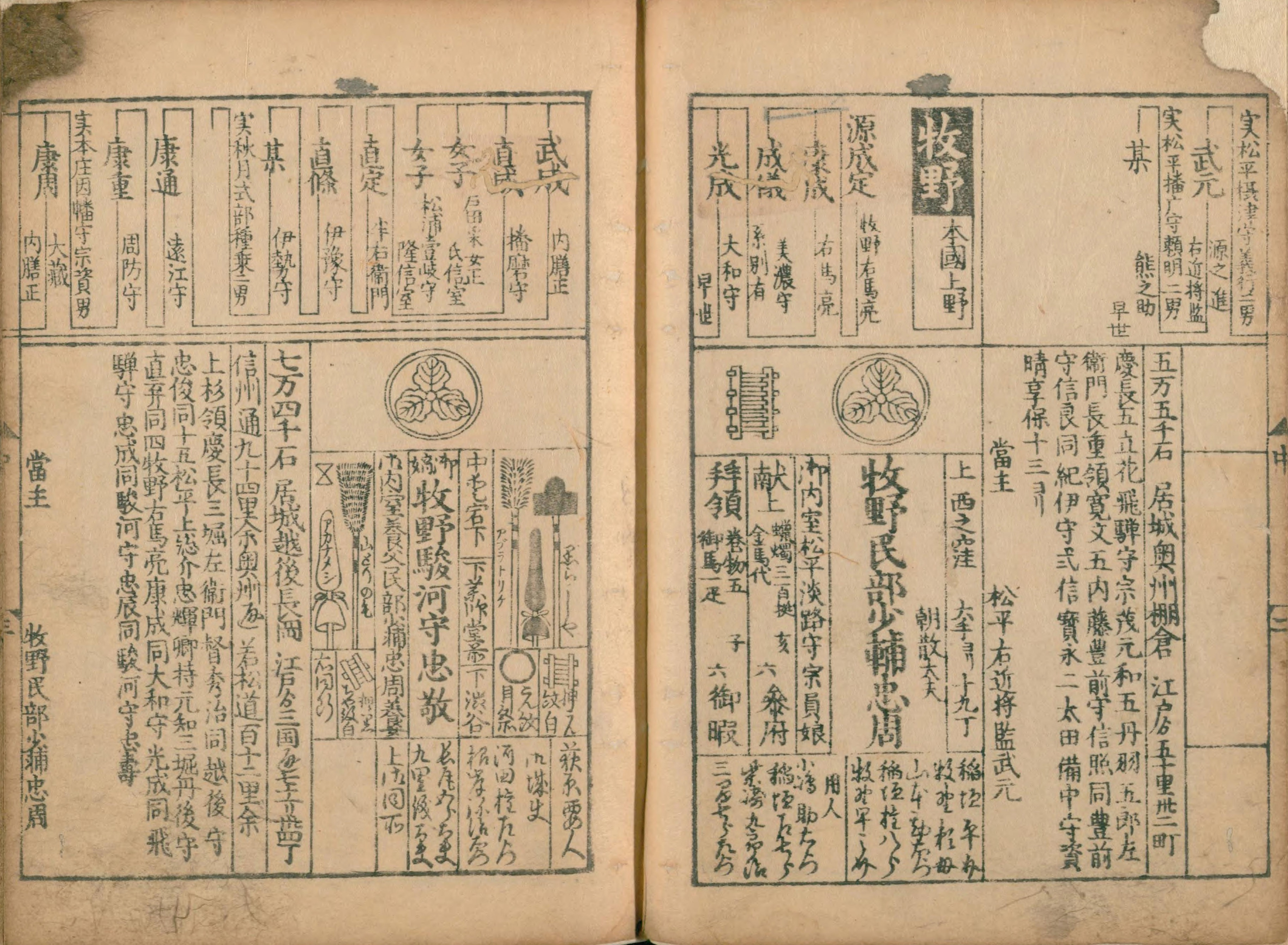
『延享武鑑 中』（延享2年（1745年）刊）より越後長岡藩牧野忠周の箇所

享保6年（1721年）9月21日、第4代藩主・牧野忠寿の次男として江戸藩邸で生まれる。母は側室の丸山伝兵衛の娘フヂ。忠寿正室に第1子が生まれた直後の出生のためか、はじめ吉川政五郎と称し、牧野姓ではなかった。
嫡子である兄が夭折し、以降も父の正室からの男子の出生がなかったので、享保10年（1725年）1月から牧野姓に復し、11月に庶出の姉妹で長岡出生である八千姫とともに忠寿正室の養子となり、嫡子となる。
享保18年（1733年）11月に老之助に改名し、12月に従五位下、民部少輔に叙任する。翌年（1734年）には徳島藩主・蜂須賀宗員の妹と結納を交わして婚約する。享保20年（1735年）、父の死去により14歳で家督を継いだ。元文3年（1738年）、蜂須賀家との縁談が破談となり、妹の直姫を養女とする。翌年（1739年）、日向延岡藩主で当時奏者番兼寺社奉行であった牧野貞通の嗣子である忠敬を養嗣子とする。
寛保2年（1742年）に幕府より5000両借用する。
延享3年（1746年）4月4日、病気のために養嗣子の忠敬に家督を譲って隠居し、以後江戸藩邸で暮らす。土佐守に転任。宝暦12年（1762年）に忠軌と改めた。明和9年（1772年）6月28日に死去した。享年52。墓所は東京都港区三田の済海寺。のち新潟県長岡市の悠久山。

## 人物
- 藩政においては、生来より病弱だったために全て家臣任せにしていたといわれ、蜂須賀宗員の妹との婚約破棄は病気が理由であった。また、牧野家の史料である「御附録」では「病気故登城無之」といった記事が続いている状況であった。
- 妹を養女とし、その婿養子として忠敬を迎えて以降も、相変わらず表向き嗣子がない状況が続き、5年後久々に病気になったことを理由に隠居したが、皮肉なことにその後家督を継いだ忠敬、忠利、忠寛よりも長生きしている。
- 1982年の牧野家墓所改葬に伴う緊急遺骨調査によると、推定身長は156.1cmないし153.2cmで骨体も細めであり、歴代藩主でも小柄の部類に属する。

## 系譜
父母
- 牧野忠寿（父）
- フヂ、智峰院 - 丸山伝兵衛の娘、側室（母）

婚約者
- 蜂須賀宗員の妹

側室
- もせ - 大原仙蔵の娘

子女
- 牧野忠寛（長男） 生母はもせ、公式上の実父は牧野貞通
- 牧野慶三郎
- 幸君

養子女
- 牧野忠敬 - 牧野貞通の長男
- 直君、明仙院 - 牧野忠敬正室、実妹
- 長君

### 子女についての異説
公式的には隠居後に子女を儲けていることになっているが、「御附録」によると実は忠敬を嗣子として以降に子供ができており、『寛政重修諸家譜』で、本多康桓の娘で後に牧野忠利に嫁いでいる逸姫が寛保元年3月21日（1741年）に、同年8月29日に同じく『寛政重修諸家譜』などでは牧野貞通の子で後に長岡藩主になる牧野忠寛が忠周の実子として誕生したとしている。
なお、遺骨調査の際に忠寛の出自の推定も調査対象となり、少なくとも人類学・骨学的には「御附録」の方が正しいとしている。ちなみに逸姫と忠寛の出生年から、大原氏の他にも側室がいた可能性が高い。